# Pante Geulima
Pante Geulima is een bestuurslaag in het regentschap Aceh Selatan van de provincie Atjeh, Indonesië. Pante Geulima telt 736 inwoners (volkstelling 2010).